# Palmital
Palmital este un oraș în Paraná (PR), Brazilia.